# Ruf Records
Ruf Records ist ein deutsches Independent-Label, das sich auf Blues und Bluesrock spezialisiert hat. Es wurde 1994 von Thomas Ruf, dem Manager von Luther Allison, gegründet. Der Firmensitz ist Lindewerra.
Anlässlich des 20-jährigen Label-Jubiläums legte Ruf Records einen Sampler mit 28 Liedern auf, verteilt auf zwei CDs, von denen die erste Girls With Guitars und die zweite Guys With Guitars betitelt ist.

## Blues Caravan
Seit 2005 wird jährlich im Rahmen des Blues Caravan-Projekts eine Gruppe Musiker zusammengestellt, die gemeinsam auf Tour gehen. 2011 waren es Cassie Taylor, Dani Wilde und Samantha Fish als Girls With Guitars, unterstützt von Denis Palatin am Schlagzeug. In der Neuauflage 2012 wurde Cassie Taylor durch Victoria Smith ersetzt. Die Tour zum 10-jährigen Jubiläum des Blues Caravan spielten 2014 die Musiker Christina Skjolberg, Albert Castiglia und Laurence Jones.
- 2018: Bernard Allison, Vanja Sky und Mike Zito[2]
- 2019: Ina Forsman, Katarina Pejak und Ally Venable[3]
- 2020: Whitney Shay, Jeremiah Johnson, Ryan Perry[4]

## Künstler (Auswahl)
- Luther Allison
- Bernard Allison
- Jeff Healey
- Eric Bibb
- Canned Heat
- Jane Lee Hooker
- Kevin Coyne
- Sue Foley
- Omar & The Howlers
- Aynsley Lister
- Ana Popović
- Erja Lyytinen
- Walter Trout
- Louisiana Red
- Vanja Sky
- Ghalia Volt
- Robin Trower & Jack Bruce & Gary Husband
- Coco Montoya
- Thorbjørn Risager & The Black Tornado
- Joanne Shaw Taylor
- Ally Venable
- Roger Chapman
- Krissy Matthews

## Auszeichnungen
2007 erhielt Ruf Records den Keeping the Blues Alive Award der Blues Foundation in Memphis.
Die DVD Songs From The Road von Luther Allison wurde 2011 mit dem Blues Music Award für die beste DVD ausgezeichnet.
2014 wurde das CD/DVD-Set Songs From The Road der Royal Southern Brotherhood mit einem Blues Music Award in der Kategorie DVD ausgezeichnet. Nominiert waren auch die Ruf-Produktionen Magic Honey von Cyril Neville (in der Kategorie Contemporary Blues Album) sowie Gone To Texas von Mike Zito & The Wheel (in der Sparte Rock Blues Album of the Year).